# Piero Lissoni
Piero Lissoni (Seregno, 1956) è un architetto, designer e imprenditore italiano.

## Biografia
È conosciuto per il suo design di mobili contemporanei.
Laureatosi in Architettura al Politecnico di Milano nel 1985, nel 1986 fonda a Milano, insieme a Nicoletta Canesi, lo studio interdisciplinare Lissoni Associati, specializzato in architettura e design di interni.
Nel 1996 viene fondata l'agenzia per la comunicazione visiva, diretta da Massimo Lissoni, Graph.x, specializzata in brand identity, cataloghi, campagne pubblicitarie, video, web design e packaging, responsabile dal 2007 al coordinamento visivo del Mostra internazionale d'arte cinematografica di Venezia, organizzato da La Biennale di Venezia.
Nel 2013, per occuparsi dei numerosi clienti internazionali di architettura, nasce la Lissoni Architettura.
Nel 2015 viene creata a New York la  Lissoni Inc., dove vengono sviluppati gli interni per il mercato americano, canadese e centrale e sudamericano. 
Lissoni Inc. collabora con architetti in tutti i progetti degli Stati Uniti.
Lissoni e il suo team multinazionale coprono le aree dell'architettura, degli interni e del design di prodotti / luci, grafica, direzione artistica e identità aziendale. 
I progetti si estendono a livello globale e includono ville private, edifici residenziali, uffici, fabbriche, teatri, ristoranti e alberghi, yacht.

### Carriera
Piero Lissoni è art director di Alpi, Boffi, De Padova, Lema Mobili, Living Divani, Lualdi e Porro; progetta prodotti e stand espositivi per molti dei suddetti marchi e altre aziende tra cui Alessi, Audi, B&B Italia, Bonacina 1889, Cappellini, Cassina, Cotto, Fantini, Gallo, Glas Italia, Golran, Illy, Kartell, Kerakoll Design House, Knoll International, Olivari, Salvatori, Sanlorenzo Yachts, Serapian, Tecno, Viccarbe, Wella. 
Piero Lissoni ha progettato il Roomers Hotel Baden-Baden (2016) con le sue 130 camere e spa in Germania; il Grand Hotel Billia a Saint-Vincent (Valle d'Aosta) con l'adiacente Parc Hotel Billia, l'Eve spa, il Casino de la Vallée e il Centro Congressi (2013-2014); la ristrutturazione della beauty farm e hotel di Mare Pineta (2011-2013) a Milano Marittima, il primo Grand Hotel della costa inaugurato nel 1927; il Conservatorium Hotel, ex Conservatorio di musica di Amsterdam trasformato in un hotel di lusso (2011-2012); l'Hotel Bellariva, un maniero storico sul Lago di Garda trasformato in albergo (2010); l'Hotel Mamilla nella Città Vecchia di Gerusalemme (2009); l'espansione dello storico Teatro Nazionale di Milano (2009); il flagship store Benetton di otto piani a Kadıköy, Istanbul (2009). 
Dal 2013 al 2016 si è occupato della ristrutturazione dello storico David Citadel Hotel di 384 camere nella Città Vecchia di Gerusalemme.
Ha progettato i nuovi flagship store per De Padova e Fantini a Milano, per Lema a Londra, gli showroom Alpi e Altagamma a Milano, il Kerakoll Design Lab di Sassuolo. Questi progetti seguono una serie di showroom internazionali per Boffi, Cassina, Living Divani, Porro e Tecno.
L'interesse di Lissoni per il mondo dell'arte lo ha portato a disegnare la retrospettiva del fotografo Giovanni Gastel, a cura di Germano Celant, al Palazzo della Ragione (2016), la sala per mostre temporanee al Museo Bagatti Valsecchi, inaugurata con la mostra "Il trittico di Antonello da Messina" (2015) e la mostra su "Bernardino Luini e i suoi Figli" a Palazzo Reale (2014).
Tra i lavori completati vi sono gli interni dello yacht 27m SX88 Sanlorenzo (2017) e dello yacht (50m) Tribù (2007) in collaborazione con il cantiere Mondo Marine; gli interni della barca a vela da 36 metri Ghost (2005) in collaborazione con Brenta Yacht Design Studio.
Nell'ottobre del 2017 ha inaugurato Casa Fantini, un boutique hotel con spa sulle rive del Lago d'Orta. Le commissioni attuali comprendono The Oberoi Beach Resort Al Zorah ad Ajman, (Emirati Arabi Uniti): una proprietà di lusso con vita sul lungomare che comprende un hotel, ville, ristoranti, un centro benessere, piscine e una spiaggia privata; la facciata e l'interior design di The Middle House, due torri per lo Swire Hotel nel quartiere Jing'an, a Shanghai, per includere l'hotel e gli appartamenti serviti nel residence; lo sviluppo del marchio alberghiero Shilla Stay Hotels per il Gruppo Samsung (11 hotel a Seoul e in tutta la Corea del Sud); l'interior design di una destinazione di hotel a cinque stelle in Croazia, l'Hotel Park di fronte alla Marina e al centro storico di Rovigno; Lo sviluppo del capitale Lionheart Il Ritz-Carlton-Residences Miami Beach: una conversione di un ex ospedale in condomini e ville sul lungomare.

## Premi
- 2005: “Hall of Fame”, I.D. Magazine International Design Award – USA[4]

- 2014: vincitore del “XXIII Compasso d'Oro”, ADI/Association for Industrial Design - L16 – Lualdi[5]

- 2014: vincitore del “Meilleure architecture intérieure d’hôtel en Europe”, Prix Villégiature 2014 - Conservatorium Hotel/Amsterdam[6]

- 2016: vincitore del “NYC Aquarium & Public Waterfront” open ideas competition Arch Out Loud/ New York USA[7]

- 2016: vincitore del “Meilleur hotel du Moyen Orient”, Prix Villégiature 2016 - Mamilla Hotel/Jerusalem[6]

- 2017: vincitore del “Best Sleepover” Wallpaper* Design Awards - Extrasoft bed/ Living Divani[8]